# Province de Saravane

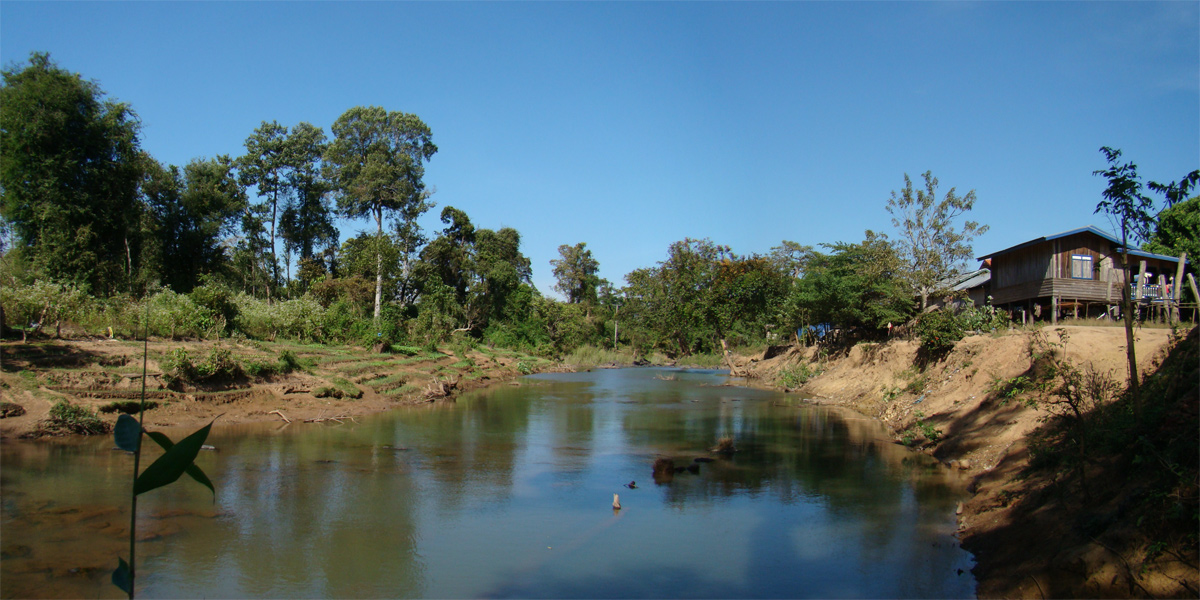
Ban Huay Lanong, un village Tahoy

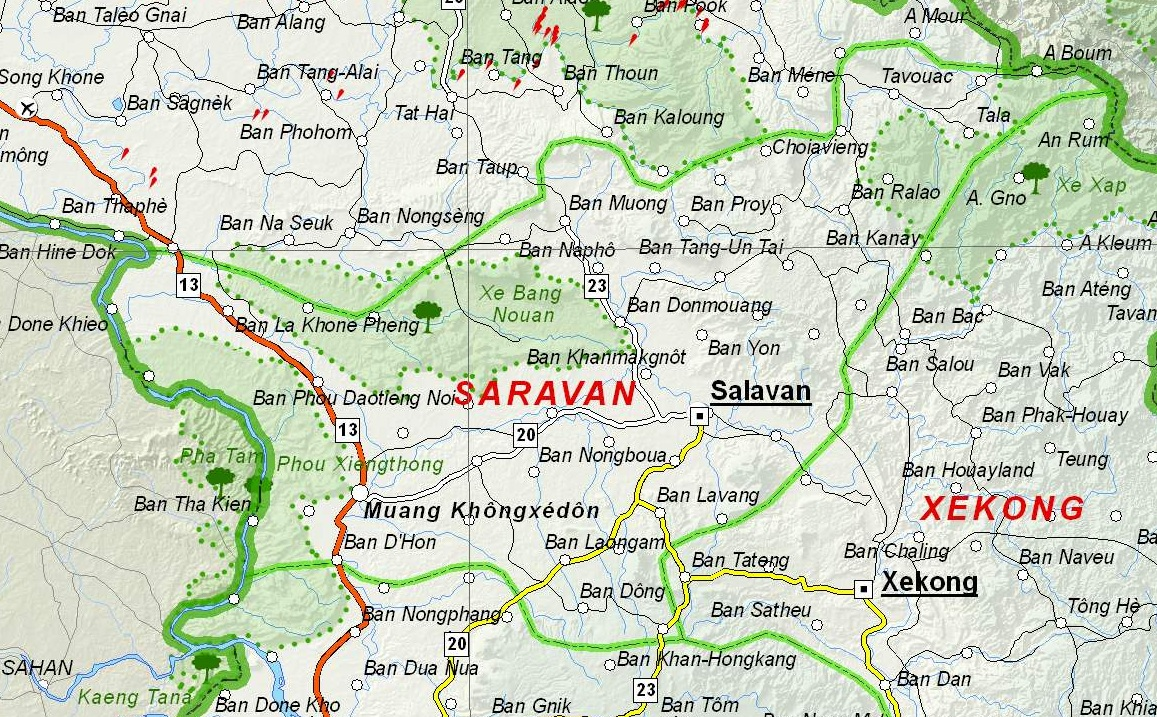
Carte de la province

La province de Saravane est une province du Sud du Laos. Elle est frontalière de la Thaïlande à l'ouest et du Viêt Nam à l'est. Au nord se trouve la province de Savannakhet et au sud celles de Champassak et de Sékong.

## Divisions administratives
La province est découpée en 8 muangs (ou districts), :
| Carte | Code                     | Nom     | Population (2015) | Superficie (km2) |
| ----- | ------------------------ | ------- | ----------------- | ---------------- |
|       |                          |         |                   |                  |
| 14-01 | District de Saravane     | 100 859 | 2 063             |                  |
| 14-02 | District de Ta Oi        | 31 280  | 2 510             |                  |
| 14-03 | District de Toomlarn     | 28 920  | 749               |                  |
| 14-04 | District de Lakhonepheng | 47 772  | 1 282             |                  |
| 14-05 | District de Vapy         | 37 538  | 1 178             |                  |
| 14-06 | District de Khongxedone  | 62 870  | 794               |                  |
| 14-07 | District de Lao Ngarm    | 71 454  | 902               |                  |
| 14-08 | District de Samuoi       | 16 249  | 630               |                  |

## Démographie
La population de la province est de 256 550 habitants en 1995 et de 324 327 habitants en 2005. En 2015, la province compte 396 942 habitants et la densité de population est de 37 habitants par km2. La province de Saravane est la moins urbanisée du pays : seuls 11,3 % des habitants vivent en zone urbaine, alors que 78 % d'entre eux vivent dans des zones rurales accessibles par la route et 10,7 % dans des zones non accessibles par la route. La capitale et plus grande ville de la province est Saravane (12 659 habitants en 2015).
Les habitants sont notamment des ethnies Alak, Katang (en), Katu, Phouthai, Kuy et Ta Oi (en).